# Dobra Voda (Bar)
Pour les articles homonymes, voir Dobra Voda.
Dobra Voda (en serbe cyrillique : Добра Вода) est un village du sud du Monténégro, dans la municipalité de Bar.

## Démographie

### Évolution historique de la population
| 1948 | 1953 | 1961 | 1971 | 1981 | 1991 | 2003 |
| ---- | ---- | ---- | ---- | ---- | ---- | ---- |
| 588  | 643  | 676  | 672  | 775  | 802  | 995  |